# Through the Ages: A Story of Civilization
Through the Ages: A Story of Civilization är ett brädspel för 2 till 4 spelare från 2006. Spelarna ska bygga upp en civilisation med stor population, bra produktion, vetenskap och militärkraft. Vinner gör den spelare som producerar mest kultur, vilket kan göras på flera olika sätt i spelet.
Spelet är konstruerat av Vlaada Chvátil och utgivet av CzechBoardGames och Eagle Games på engelska, av Portal på polska och av Pegasus Spiele på tyska. Spelet utannonserades under namnet Civilization: the card game i Essen 2006.

## SM
Det officiella SM hålls varje år på hösten under konventet Incognicon i Stockholm. [källa behövs]

## Utgivningar
2015 kom en ny implementation av spelet som kallas Through the Ages: A New Story of Civilization där flera mindre och större regler har ändrats och illustrationer på korten har uppdaterats.

## Kritik
Through the Ages: A Story of Civilization vann 2007 en International Gamers Award för årets spel, och låg den 14 april 2008 på fjärde plats med 8,3 i medelbetyg på Board Game Geeks rankningslista.